# Famille Fini
Pour les articles homonymes, voir Fini.
 (juillet 2024).
Si vous disposez d'ouvrages ou d'articles de référence ou si vous connaissez des sites web de qualité traitant du thème abordé ici, merci de compléter l'article en donnant les références utiles à sa vérifiabilité et en les liant à la section « Notes et références ».
La famille Fini est une famille patricienne de Venise, originaire de Chypre, d'où elle partit en 1571 après la prise de Nicosie par Sélim II.

## Historique

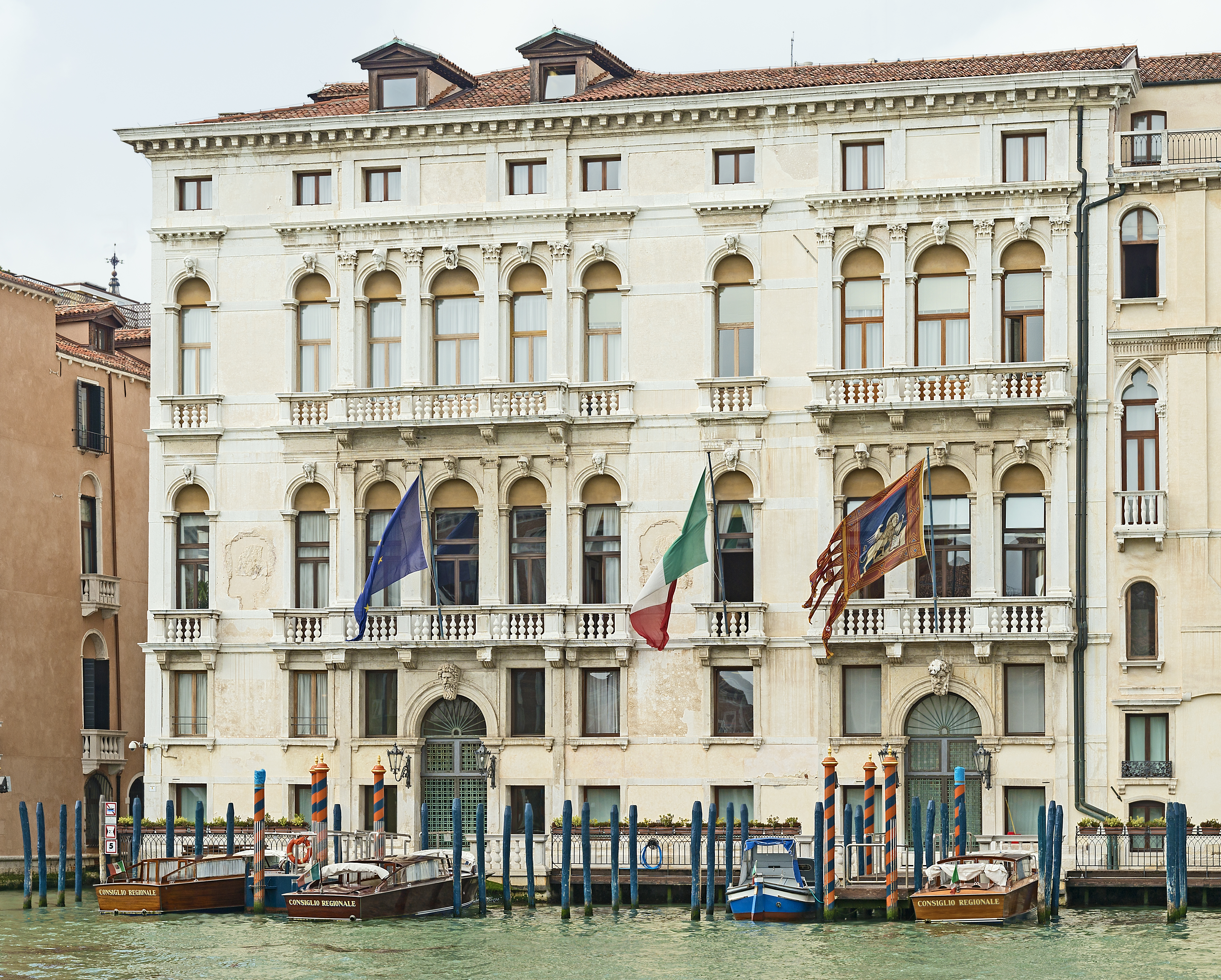
Palais Flangini Fini à Venise

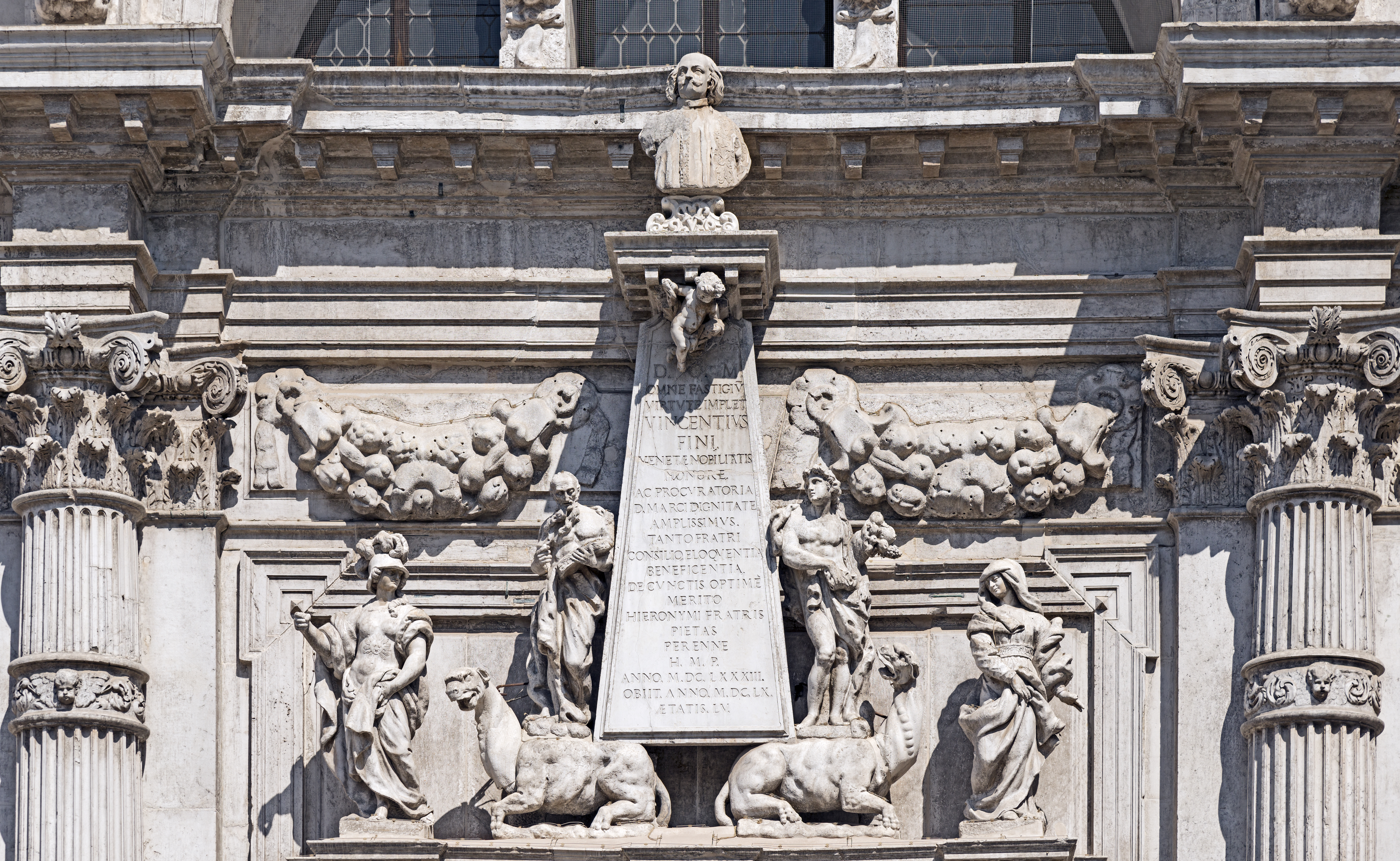
Monument à Vicenzo Fini. Église San Moisè

En 1649, la famille paya, outre les 100 000 ducats prévus pour être agrégée à la noblesse de Venise, 25 000 de plus, ce qui valut à Vicenzo d'être revêtu de la dignité de procurateur de Saint-Marc.

## Armes

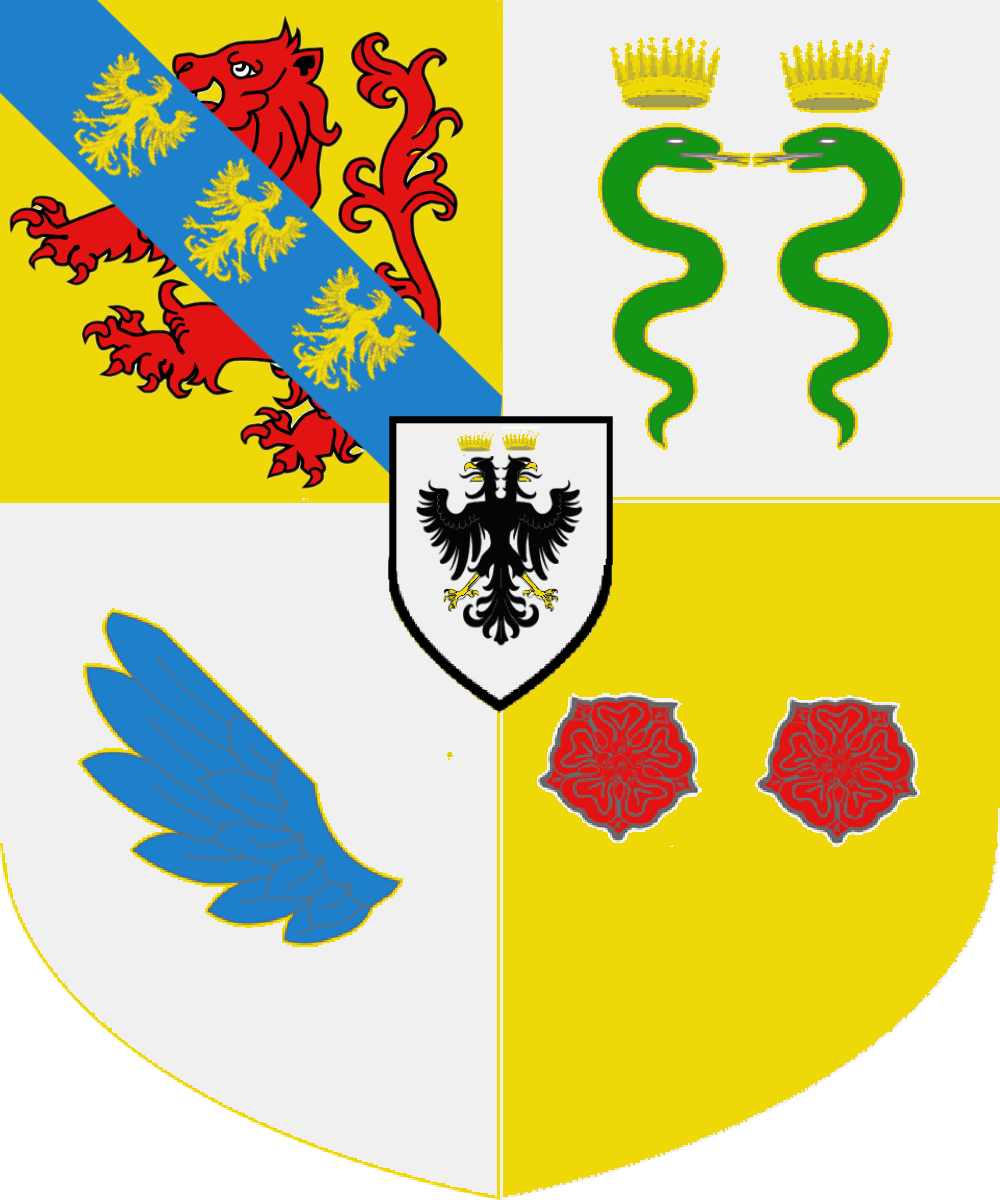
armes des Fini

Les armes des Fini sont écartelées : 
- au premier quartier d'argent avec un Lion de gueules et une bande d'azur chargée de trois aigles d'or brochant sur le tout;
- au second d'or avec deux serpents ondoyants et affrontés de synople, passés en pal et couronnés d'or;
- au troisième d'or avec un demi vol d'azur ;
- au quatrième d'argent avec deux roses de gueules posées en face.

En cœur un écu d'argent avec une aigle impériale.